# Дейвид Ниш
Дейвид Джон Ниш (на английски: David John Nish) е бивш английски футболист. Роден е на 26 септември 1947 г. в град Бъртън ъпон Трент. Играл е като защитник. Най-забележителният период в неговата кариера са изиграните за „Лестър Сити“ 228 мача (с отбелязани 25 гола) и за „Дарби Каунти“ 188 мача с 10 гола. За националния отбор на своята страна е изиграл 5 мача през периода 1973-1974 г. При преминаването му през 1972 г. в „Дарби Каунти“ е подобрен трансферният рекорд до това време в Англия в размер на 225 000 паунда.